# 星に願いを (アニメ作品)
『星に願いを』（ほしにねがいを）は、アニメ企画・制作会社バーナムスタジオが制作したアニメーション映画。正確にはサブタイトルがタイトルの後ろにつき、2008年に公開された第一作「星に願いを COLD BODY + WARM HEART」と、2009年8月公開の第二作「星に願いを -Fantastic Cat-」が存在する。

## 概要
本作品は、バーナムスタジオが同人活動として作成した。2008年10月に企画の里見哲朗が「3Dの同人アニメをつくりたい、Blu-ray Discに収録したい」と思い立ち、市川量也監督に連絡を取って制作はスタート。その三ヶ月後には第一作目が完成した。2008年12月のコミックマーケット75にて販売され完売。東京国際アニメフェア2009 にて上映、クリエイターズワールドミニステージにて制作裏話が公開された。のちに2009年6月1日-8月31日までYahoo！動画にて期間限定で配信、および店舗販売・通信販売された（現在は在庫なし）。
第二作目は2009年8月3日-31日までYahoo！動画にて期間限定で配信。8月29日-9月4日にシネ・リーブル池袋で公開、9月に通信販売された。

## ストーリー
「COLD BODY + WARM HEART」
仮想空間の進歩により、人間の意識の入れ物が肉体である必要がなくなり、人類の活動範囲も電子空間と宇宙空間のはるかかなたまで広げていた時代。しかしその一方で、無人帝国「アトランティス」が、人類の新たな活動空間に対し侵攻を企てていた。ヒカリは、ある時は母親のマリの意識が融合した高機能宇宙船を駆り、またある時は電子空間に意識を遊ばせる少女。ある日、アトランティスのWeb空間を散策中に、自身も初めてみる謎のノイズを見つける。これが人間の意識であると解読したヒカリたちは、アトランティスの追手を逃れながら、完全な解凍を行うため惑星コンピュータ「ニコラテスタ」に向かう。「ニコラテスタ」にて解凍に成功、研究者で技師のロミオを味方につけるも、アトランティスの執拗な追跡を受ける。
「Fantastic Cat」
Web空間のとある学校。ヒカリはこの転校生として登場し、リリィという少女型のアバターと出会う。:ヒカリと話すきっかけを探していたリリィだったが、同じころ学校に迷いこんできた「ネコ」のような存在を通じ仲良しとなる。しかしここにも「アトランティス」の脅威が侵入しつつあった。たびたび迷子になる「ネコ」を追っていたリリィの身にも危機が訪れるが、そんな彼女自身も、そして「ネコ」も、不可解な部分があったのだ。

## 登場キャラクター

### 主なキャラクター
ヒカリ
声 - 沢城みゆき
主人公。「スペルシンガー」という、電子空間に意識を置く装置により、Web空間を行き来する少女。ネットワークに対する知識・能力にたける。
後に拡張遺伝子をロミオに組み込んでもらい、人間の姿のままでWeb空間を行き来できるようになる。
そろえた前髪の黒髪のショート。ややつり目でクールな言動。オレンジ色の植物の意匠がグラデーションされた黒のタンクトップ、オリーブ色でひざ丈のアーミーパンツ、オレンジ色のアーミーブーツを着用。
マリ
声 - 氷上恭子
ヒカリの母。現在はヒカリの乗る高機能宇宙船「アルマジロ」号に意識を置いている。オリジナルの肉体の所在は2作目まででは明らかにされていない。
娘の無鉄砲な行動にハラハラしながらも、ネットワーク攻撃におけるプロテクト防御や宇宙船での物理的防戦といった形で見守っている。
ロミオ
声 - 大川透
アトランティスでは拡張遺伝子の研究をしていた男性。有能なコンピュータ技師でもある。
拡張遺伝子を組み込むことで「スペルシンガー」無しで生身のままWeb空間にアクセスできるようになるのだが、何らかの理由でこの技術は社会から拒絶され、そんな現実に絶望した彼は意識を圧縮・偽装してWeb空間に置いた。
ヒカリに見つけた謎のノイズの正体は彼で、すでに10年間の月日が流れていた。現在は旧式の球形ボディに意識を置き、ヒカルらと行動をともにしている。
レイヴン
声 - 納谷六朗
ヒカリの父。活動家だったようだが詳細は不明。ヒカルはインタビューに答える声のデータでしか父のことを知らない。現状、旗艦らしきクジラ型の巨大宇宙船に意識を置いているらしい。

### 各作品でのキャラクター
COLD BODY + WARM HEART
インタビュアー
声 - 阿久津加菜
レイブンにインタビューしていた女性。声のみ。
Fantastic Cat
リリィ
声 - 加藤英美里
Web空間の学校に通うアバター。きわめて人間の少女に近い容姿だが、手足の関節が球体関節のように見て取れる。
クラスの他のアバターとなじめなかったが、迷いこんできた「ネコ」のような存在を通じ、転校してきたヒカリと仲良しになる。
そろえた前髪に短いお下げ髪。やや垂れ目でおどおどした性格。セーラー服のような半そでの上着と短パン、黒のニーソックスを履く（本作ではヒカリも同様の服装をしている）。
ネコ（正確な名称は不明）
アバターではなく、正体不明の自立プログラム。全身オレンジ色で所作はまるで猫のよう。ここからリリィが「ネコ」と名付けた。冒頭、ヒカリとリリィはこれを手なずけるのに四苦八苦する。ストーリ後半で重要な役割を果たす。
他の生徒たち
アバター。リリィに比べると単純な円筒や球形などの立体を組み合わせた形をしている。
店員
声 - 金光宣明
ロミオがパーツを購入する際に対応していた店員。

## 「アトランティス」のメカニック
本来の目的は現時点では語られていないが、大小さまざまなメカニックが登場し、侵入者であるヒカリを追撃する。立方体とばねばさみを合わせたようなセキュリティメカ（変形し人型となる）や、人工衛星型、クモ型、人間の手の形、変形巨大ロボット型など形態はさまざまである。大型の物としては、駆逐艦らしきエイ型の宇宙船や、旗艦らしきクジラ型の巨大宇宙船とみられるものも存在する。これらに人が乗っているのかどうかは語られていない。クジラ型の巨大宇宙船に対し、ヒカリは父レイヴンの面影を感じることとなる。

## 制作スタッフ
- 企画 - 里見哲朗
- 監督 - 市川量也
- キャラクターベースモデリング - MA@YA
- チーフCGデザイナー - 広川由紀子
- モニターCG - 花沢宏樹
- 背景／キャラクター配色 - 鎌田麻友美
- 音楽 - 七瀬光
- 音響効果 - 奥田維城

エンディングテーマ「星のこどもたち」
- 作詞 - 畑亜貴 / 作曲・編曲・歌 - 伊藤真澄

## Blu-ray Disc
- 「COLD BODY + WARM HEART」 本編ディスク+音楽CD　（全5曲）
- 「Fantastic Cat」本編ディスク
  - Blu-ray Disc(BD-R) / ステレオリニアPCM、5.1ch リニアPCM

## 携帯待受FLASH
2009年7月9日より公式サイトにて配信。ヒカリが走るその横で、ロミオが上下に飛び跳ねているというもの。ロミオの飛び跳ねる高さがバッテリー残量を示し、充電時は画面が変わる。

## コミックス
2009年夏コミにて発売された公式同人誌。のちオフィシャルサイトでも通販された。第一作のフィルムコミックス化。レタッチ・モノクロ化されている。
- 「星に願いを COLD BODY + WARM HEART」
  - 発行：シャリバリ / 原作：バーナムラボラトリー / 発行日：2009年8月16日 / 漫画：高田真理

## 電子書籍
iPhoneとiPod touch用電子書籍アプリケーションにて配信。購入にはiTunesが必要。本編のほか、メイキングやスタッフ対談などの特典も収録されている。
- 2009年2月1日 「COLD BODY + WARM HEART」
- 2009年12月29日 「Fantastic Cat」